# Confederação Brasileira de Voleibol para Deficientes
Confederação Brasileira de Voleibol para Deficientes (CBVD) é a entidade máxima do voleibol sentado e do paravôlei de praia no Brasil, responsável pela organização, fomento e regulamentação dessas modalidades para pessoas com deficiência física. Reconhecida pelo Comitê Paralímpico Brasileiro e pela World ParaVolley, a CBVD atua em nível nacional, promovendo campeonatos, programas de formação e representando o Brasil em competições internacionais.

## História
A CBVD foi fundada em 7 de abril de 2003, inicialmente sob o nome de Associação Brasileira de Voleibol Paralímpico (ABVP). No mesmo ano, organizou o 1.º Campeonato Brasileiro de Vôlei Sentado, com equipes masculinas e femininas. Os destaques da competição formaram as primeiras seleções brasileiras da modalidade.
Em 2012, passou a adotar a nomenclatura atual. Desde então, vem consolidando sua atuação nacional, ampliando o número de clubes filiados e investindo na alta performance.

## Desenvolvimento da modalidade
O voleibol sentado chegou ao Brasil em 2002, em Mogi das Cruzes, São Paulo. A modalidade já era parte dos Jogos Paralímpicos desde 1980 e, com o apoio da CBVD, passou a se expandir por diversos estados brasileiros. Atualmente, mais de 32 associações são filiadas à entidade.
A CBVD também iniciou o desenvolvimento do Paravôlei de Praia, com o objetivo de ampliar a participação brasileira em eventos internacionais e fomentar novas práticas do paradesporto no país.

## Competições nacionais
A CBVD realiza anualmente:
- Campeonato Brasileiro de Voleibol Sentado Masculino (Série Bronze, Prata e Ouro)
- Campeonato Brasileiro de Voleibol Sentado Feminino
- Copa do Brasil Feminina
- Copa Brasil de Seleções

## Seleção Brasileira Principal
Os treinamentos da seleção adulta masculina e feminina ocorrem regularmente ao longo do ano, geralmente no Centro de Treinamento Paralímpico Brasileiro (CTPB), em São Paulo, com apoio do Comitê Paralímpico Brasileiro. Cada fase conta com acompanhamento multidisciplinar, envolvendo profissionais de:
- Medicina esportiva
- Fisioterapia
- Nutrição
- Psicologia
- Preparação física

O objetivo é proporcionar condições ideais para que os(as) atletas alcancem seu máximo desempenho em competições internacionais como Parapan-Americanos, Mundiais e Jogos Paralímpicos.

## Resultados internacionais

### Jogos Paralímpicos
- Pequim 2008: 6º lugar (masculino)
- Londres 2012: 5º lugar (masculino e feminino)
- Rio 2016: 4º lugar (masculino), medalha de bronze (feminino)
- Tóquio 2020: 4º lugar (masculino), medalha de bronze (feminino)
- Paris 2024: 6º lugar (masculino), 4º lugar (feminino)

### Competições internacionais recentes
- 2022 - Torneio Holandês (Assen): bronze (masculino), 4º lugar (feminino)
- 2022 – Mundial (Sarajevo): ouro (feminino), bronze (masculino)
- 2023 – Zonal Championship (Edmonton): ouro (masculino)
- 2023 – Copa do Mundo (Cairo): 3º lugar (feminino), 5º lugar (masculino)
- 2024 - Torneio Holandês (Assen): prata (feminino), prata (masculino)
- 2024 - World Super 6 (Nancy): bronze (feminino)
- 2025 – Zonal Championship (Denver): ouro (masculino), ouro (feminino)

## Seleção Brasileira de Base e Jovens
Desde 2022, a CBVD implementou um calendário anual de semanas de treinamento voltadas para atletas das categorias de base. A iniciativa visa identificar talentos e prepará-los para futuras convocações da Seleção Principal.
As seleções Sub-23 e Sub-19 participam de fases de treinamento intensivo com foco no desenvolvimento técnico, disciplina tática, maturação psicológica e construção de espírito de equipe. Em 2023, as seleções de base conquistaram a medalha de ouro no ParaPan da Juventude em Bogotá.CBVD – Portfólio Institucional, 2024.
Os treinamentos são realizados em diferentes estados, fortalecendo a descentralização da modalidade e o acesso de jovens atletas ao cenário nacional.

## Governança
A diretoria da CBVD é responsável por administrar, dirigir e difundir a prática do voleibol para pessoas com deficiência em todo o território nacional. A entidade adota uma visão estratégica de alto rendimento, com foco em resultados esportivos e excelência técnica.
As seleções brasileiras contam com apoio multidisciplinar, envolvendo medicina esportiva, nutrição, fisioterapia, neurociência e preparação física.

## Presidentes
Desde sua fundação, a CBVD contou com lideranças que marcaram sua trajetória:
| Foto | Nome                          | Período       | Observações |
| ---- | ----------------------------- | ------------- | --- |
|      | João Batista Carvalho e Silva | 2003–2009     | Fundador da ABVP, up id of vou trouxe o vôlei sentado ao Brasil e levou o país à 1ª Paralimpíada (Pequim 2008). |
|      | Amauri Ribeiro                | 2009–2017     | Ex-atleta olímpico, contribuiu para consolidação institucional da CBVD.                                         |
|      | Angelo Alves Neto             | 2017–2025     | Modernizou a gestão da confederação e conquistou o ouro mundial feminino em 2022.                               |
|      | José Wilton de Gois Santos    | 2025–presente | Atual presidente, com foco em inclusão, regionalização e base.                                                  |

### Biografias resumidas
João Batista Carvalho e Silva
Em 1981, João Batista, juntamente com sua esposa, Tania Rodrigues, fundaram a Andef – Associação Niteroiense dos Deficientes Físicos. Em 1983, deu início a sua militância na área do esporte para pessoas com deficiência, contribuindo para a organização dos VIII Jogos Nacionais em Cadeira de Rodas.
Em 1986, reuniu amputados e criou uma nova modalidade de esportes, o Futebol de Amputados. Em 1990, foi eleito o primeiro presidente da ABDA – Associação Brasileira de Desporto para Amputados, levando amputados utilizando-se de próteses a participarem, pela primeira vez, dos Jogos Paralímpicos em Barcelona, em 1992.
Deixou a ABDA, em 1994. Em 1995, foi indicado para ser o primeiro presidente do Comitê Paralímpico Brasileiro (CPB). Aproximou o esporte das Universidades, comprou direitos de transmissão dos Jogos Paralímpicos e levou jornalistas a acompanharem delegações a partir dos Jogos de Atlanta em 1996. Trabalhou pela inclusão do CPB no Sistema Nacional do Esporte através da Lei 9615 de 1998 – Lei Pelé, e, também, pela participação nos recursos das Loterias Caixa na Lei Agnelo Piva de 2001, quando deixou o CPB.
Em 2003, fundou e foi o primeiro presidente da ABVP – Associação Brasileira de Vôlei Paralímpico, hoje, conhecida com Confederação Brasileira de Voleibol para Deficientes, levando a modalidade ao pódio nos jogos Parapanamericanos do Rio de Janeiro, em 2007, conquistando a classificação para os Jogos Paralímpicos de Pequim, em 2008. Ficando no cargo até 2009.
Em 2020, foi eleito o primeiro presidente do CBCP – Comitê Brasileiro de Clubes Paralímpicos.
Atualmente, é presidente do Comite Brasileiro de Clubes Paralímpicos e coordenador de gestão da Associação Niteroiense dos Deficientes Físicos.

Amauri Ribeiro
Amauri é ex-jogador de vôlei brasileiro. Iniciou a carreira aos 7 anos, no Clube Atlético Paulistano. Estreou na Seleção Brasileira de Voleibol Masculino em 1976.
Disputou os Jogos Olímpicos de 1980, em Moscou, na Rússia, em que a seleção obteve o 5º lugar. Destacado na posição de meio-de-rede, vivenciou o grande momento do vôlei brasileiro no início dos anos 80.
Ao longo doa nos, Amauri conquistou mais de 50 títulos como de Vice-campeão mundial, em 1982, campeão nos Jogos Pan Americanos de 1983. E é o único atleta brasileiro em modalidades coletivas a conquistar duas medalhas olímpicas, sendo prata, em 1984, e ouro, em 1992. Recebeu a Medalha do Mérito Esportivo concedida pela Presidência da República, em 1992.
Encerrou a carreira de jogador, em 1993.
De 2009 a 2017, presidiu a Associação Brasileira de Vôlei Paraolímpicos (Atual Confederação Brasileira de Voleibol para Deficientes).
Atualmente é técnico da seleção italiana feminina de vôlei sentado.

Angelo Alves Neto
Angelo iniciou sua carreira como contador, estabelecendo um escritório de contabilidade próprio. Posteriormente, tornou-se perito judicial contábil do Tribunal de Justiça do Estado de Sergipe. Em busca de novos desafios, formou-se em Direito. Em 2002, prestou concurso público e foi nomeado escrivão de Polícia Judiciária do Estado de Sergipe. Desde 2017, exerce a função de presidente da CBVD – Confederação Brasileira de Voleibol para Deficientes.
Desde criança, Angelo demonstrou uma paixão intensa por esportes e tinha um fascínio pela bola. Após contrair poliomielite aos 1 ano e 8 meses, brincava em casa batendo a bola na parede. A prática esportiva paralímpica, no entanto, era inexistente no estado de Sergipe, durante sua infância.
Com o sonho de se tornar atleta, se dedicou ao xadrez por 9 anos antes de descobrir o tênis de mesa e, posteriormente, a natação, participando do circuito Loterias Caixa de natação como atleta profissional paralímpico na categoria S6.
Sua trajetória no paradesporto o levou a conhecer o vôlei sentado. Um convite para conhecer a modalidade no Instituto Federal de Sergipe (IFS) transformou sua vida.
Apaixonado pelo esporte, Angelo jogou até 2017, sempre pelo clube CIEP – Centro Integrado de Esportes Paratletas, com o qual realizou o sonho de competir na série A do campeonato brasileiro. Além disso, iniciou sua carreira como gestor esportivo pelo clube CIEP.
Em 2017, Angelo foi eleito presidente da CBVD, após uma disputa acirrada, vencendo por 17 a 14 votos. Sua reeleição foi aclamada com 39 das 40 indicações possíveis, assumindo o cargo até 2025. Durante sua gestão, alcançou conquistas inéditas para o Brasil e o mundo no vôlei sentado, incluindo:
• Conquistas de medalhas em Paralimpíadas
• Conquistas de medalhas em Parapanamericanos
• Medalha de ouro em campeonato mundial
• Criação do Conselho de Atletas da CBVD
• Ampliação das Semanas de Treinamento das Seleções Brasileiras Feminina e Masculina de Vôlei Sentado
• Formação das Seleções de Base e de Jovens

José Wilton de Gois Santos
Pessoa com deficiência desde a infância, José Wilton sempre esteve envolvido com o esporte. Em 2011, teve o primeiro contato com o vôlei sentado por meio do convite de um paratleta. No ano seguinte, integrou a equipe do Centro Integrado de Esportes Paratletas (CIEP), que realizava seus treinamentos no ginásio do Instituto Federal de Sergipe (IFS).
Durante um treino em 2014, soube da abertura de concurso público para o IFS. Se preparou, foi aprovado e, em 2017, tomou posse como servidor técnico-administrativo. Em 2018, assumiu a presidência do CIEP, onde teve papel fundamental no fortalecimento do paradesporto em Sergipe. Foi reeleito em 2022 e permaneceu no cargo até 2024, quando renunciou para concorrer à presidência da Confederação Brasileira de Voleibol para Deficientes (CBVD).
Eleito por aclamação, tomou posse em 5 de maio de 2025 como presidente da CBVD para o ciclo paralímpico 2025–2029. Sua gestão tem como foco ampliar o acesso ao vôlei sentado em todo o país, apoiar a base esportiva e promover a inclusão por meio do esporte.
José Wilton é reconhecido por sua atuação comprometida, inspiradora e estratégica, sendo exemplo de como o esporte pode transformar vidas e fortalecer a cidadania. Já no inicio de sua gestão conquistou medalha de ouro com as Seleções Brasileiras Masculina e Feminina no Campeonato Zonal em Denver.

## Conselho de Atletas
O Conselho de Atletas da CBVD é um órgão consultivo composto por atletas eleitos de forma paritária e regionalizada. Seu objetivo é representar os interesses da comunidade esportiva junto à diretoria da CBVD, participar de decisões institucionais e contribuir para a construção de políticas e regulamentos voltados à modalidade.
A composição atual, eleita para o ciclo paralímpico 2021–2025, é:
| Região           | Gênero    | Nome                                  | Cargo    |
| ---------------- | --------- | ------------------------------------- | -------- |
| Sudeste          | Masculino | Daniel Yoshizawa                      | Titular  |
| Sudeste          | Masculino | Gilberto Lourenço da Silva            | Suplente |
| Sudeste          | Feminino  | Ravelly Santana Silva                 | Titular  |
| Sudeste          | Feminino  | Edwarda de Oliveira Dias              | Suplente |
| Nordeste         | Masculino | Isaías José Antônio dos Santos        | Titular  |
| Nordeste         | Masculino | Tony Marcelo Cavalcanti do Nascimento | Suplente |
| Nordeste         | Feminino  | Sara Ferreira Bispo                   | Titular  |
| Nordeste         | Feminino  | Rosângela Alves dos Santos            | Suplente |
| Sul/Centro-Oeste | Masculino | Alex Pereira Witkowski                | Titular  |
| Sul/Centro-Oeste | Masculino | Diogo Demarqui                        | Suplente |
| Sul/Centro-Oeste | Feminino  | Simey Coelho da Silva                 | Titular  |
| Sul/Centro-Oeste | Feminino  | Bruna Nascimento Lima                 | Suplente |
| Norte            | Feminino  | Iolanda Rodrigues de Sousa            | Titular  |
| Norte            | Feminino  | Wilma Graziely Rodrigues de Sousa     | Suplente |
| Norte            | Masculino | Fernando Hitalo Serra Levy            | Titular  |
| Norte            | Masculino | Paulo Maurício Cavalcanti dos Santos  | Suplente |

### Atribuições do Conselho
- Representar os(as) atletas nas votações e reuniões da CBVD;
- Atuar como elo entre a diretoria e a comunidade esportiva;
- Colaborar na construção de políticas, regulamentos e competições da modalidade.

### Participação institucional
Os representantes do Conselho de Atletas têm direito a voz e participação em reuniões estratégicas da CBVD e atuam também como elo entre os atletas e as áreas técnicas e administrativas da Confederação.

## Clubes e Federações Filiadas
A Confederação Brasileira de Voleibol para Deficientes (CBVD) é composta por uma rede estruturada de federações estaduais e clubes filiados. Essas entidades desempenham papel fundamental no desenvolvimento técnico, organizacional e social do vôlei sentado em todo o território nacional.
A CBVD conta com uma base sólida de clubes e federações filiadas distribuídas por todas as regiões do Brasil. Essas entidades são responsáveis pela promoção do vôlei sentado, pela formação de atletas e pela organização de competições locais, contribuindo diretamente com o desenvolvimento do paradesporto nacional.

### Federações Estaduais Filiadas
| Sigla | Nome da Federação                               | Estado    |
| ----- | ----------------------------------------------- | --------- |
| FPVD  | Federação Paulista de Voleibol para Deficientes | São Paulo |
| FVPP  | Federação de Voleibol Paralímpico do Paraná     | Paraná    |
| FSEA  | Federação Sergipana de Esportes Adaptados       | Sergipe   |
| FEPAM | Federação Paralímpica do Amazonas               | Amazonas  |

### Clubes e Associações Filiadas
| Sigla    | Nome da Entidade                                              | Estado           |
| -------- | ------------------------------------------------------------- | ---------------- |
| AADFEPA  | Associação Atlética dos Deficientes Físicos do Estado do Pará | Pará             |
| ADEFSMIC | Associação dos Deficientes Físicos de São Miguel dos Campos   | Alagoas          |
| ADESUL   | Associação Deficiência Superando Limites                      | Ceará            |
| ADF/PA   | Associação dos Deficientes Físicos do Estado do Pará          | Pará             |
| ADFEGO   | Associação dos Deficientes Físicos do Estado de Goiás         | Goiás            |
| ANTHARES | Associação Atlética Anthares                                  | Alagoas          |
| APEBH    | Associação Paradesportiva e Esportiva de Belo Horizonte       | Minas Gerais     |
| APESBLU  | Associação de Paradesporto de Blumenau                        | Santa Catarina   |
| APFA     | Associação Pernambucana de Futebol para Amputados             | Pernambuco       |
| ASDEPA   | Associação Santarena de Desporto Paralímpico                  | Pará             |
| ASPAEGO  | Associação Paralímpica do Estado de Goiás                     | Goiás            |
| CETEFE   | Centro de Treinamento de Educação Física Especial             | Distrito Federal |
| CRVG     | Clube de Regatas Vasco da Gama                                | Rio de Janeiro   |
| TUNA     | Tuna Luso do Brasil                                           | Pará             |
| ANDEF    | Associação Niteroiense dos Deficientes Físicos                | Rio de Janeiro   |

### Fonte
- CBVD – Confederação Brasileira de Voleibol para Deficientes. Planilha Geral de Filiados. Atualizada em julho de 2025.

## Parcerias
A CBVD é filiada ao Comitê Paralímpico Brasileiro e à World ParaVolley. Conta com apoio institucional do Centro de Treinamento Paralímpico Brasileiro e parcerias de marcas como a Molten, N1, Moving Jet e Loterias Caixas.